# 董橋
董 橋（とう きょう、1942年 - ）はインドネシア出身の華僑の著作家。本名は董存爵。台湾の国立成功大学外国語学部卒業。かつててイギリスロンドン大学のアジア・アフリカ学院で長年を渡って研究をしていた。
今日世界の編集員、英国放送協会のプロデューサー及び政治評論家、明報月刊の編集長を歴任、現在は蘋果日報の社長。
祖籍は福建省晋江市